# Tàngara de flancs taronges
La tàngara de flancs taronges (Thlypopsis ornata) és un ocell de la família dels tràupids (Thraupidae).

## Hàbitat i distribució
Habita espeses zones amb matolls, bambú, vegetació secundària, clars i boscos oberts als Andes del sud de Colòmbia, oest i est de l'Equador i Perú.